# Вілька Тернівська
Вілька Тернівська (або Воля Тернівська, Вулька-Тарновська, пол. Wólka Tarnowska) — село в Польщі, у гміні Вербиця Холмського повіту Люблінського воєводства. Населення — 489 осіб (2011).

## Історія
1436 року вперше згадується православна церква в селі.
За даними етнографічної експедиції 1869—1870 років під керівництвом Павла Чубинського, у селі здебільшого проживали греко-католики, які розмовляли українською мовою.
У 1921 році село входило до складу гміни Вільхівці Холмський повіту Люблінського воєводства Польської Республіки.
У 1947 році під час операції «Вісла» польська армія виселила з Вільки Тернівської на щойно приєднані до Польщі терени 277 українців. У селі залишилося 155 поляків, більшість з яких, найімовірніше, були українцями, що для уникнення виселення змінили свою національну самоідентифікацію на польську.
У 1975—1998 роках село належало до Холмського воєводства.

## Населення
За даними перепису населення Польщі 1921 року в селі налічувалося 54 будинки (26 житлових і 28 інших) та 264 мешканці, з них:
- 123 чоловіки та 141 жінка;
- 221 православний, 33 римо-католики, 5 євангельських християн, 3 християни інших конфесій, 2 юдеї;
- 259 поляків, 5 німців.

У 1943 році в селі проживало 646 українців і 26 поляків.
Демографічна структура станом на 31 березня 2011 року:
|          | Загалом | Допрацездатний вік | Працездатний вік | Постпрацездатний вік |
| -------- | ------- | ------------------ | ---------------- | -------------------- |
| Чоловіки | 239     | 51                 | 168              | 20                   |
| Жінки    | 250     | 68                 | 133              | 49                   |
| Разом    | 489     | 119                | 301              | 69                   |

## Особистості

### Народилися
- Олександр Колянчук (нар. 1932) — український громадський діяч та історик у Польщі.